# Pyractonema angulata
Pyractonema angulata là một loài bọ cánh cứng trong họ Đom đóm (Lampyridae). Loài này được Say miêu tả khoa học năm 1825.